# Tibni
Tibni Izrael királya, Ginát fia. Omri ellenkirálya Zimri uralkodása után.

## Az ellenkirály
Mikor Zimri király ellen Omri, a hadsereg fővezére föllázadt, az uralkodó öngyilkos lett. A nép egy része Tibnit, másik része Omrit akarta királyának.
Tibnit ki is kiáltották királlyá, de sosem uralkodhatott ténylegesen, ugyanis Omri ellenkirályként lépett fel ellene és a nép amely követte, idővel erősebbnek bizonyult és győzött. Tibni – nem tudni miért – meghalt és Omri követte a trónon.